# ويليام إتش. ماكنزي
ويليام إتش. ماكنزي هو سياسي أمريكي، ولد في 10 ديسمبر 1890، وتوفي في 2 نوفمبر 1972. نشط حزبياً في الحزب الجمهوري. وقد انتخب عضو جمعية ولاية نيويورك ‏.